# Lluçà
Lluçà(em catalão e oficialmente) ou Llusá (em castelhano) é um município da Espanha na comarca de Osona, província de Barcelona, comunidade autónoma da Catalunha. Tem 53,54 km² de área e em 2021 tinha 271 habitantes (densidade: 5,1 hab./km²).

## Personalidades históricas
- Sunifredo II de Lluçà, falecido em 1060 foi o senhor feudal desta localidade.
- Eisso I de Lluçà, foi representante de Llucá.

## Demografia
| Variação demográfica do município entre 1991 e 2004 | Variação demográfica do município entre 1991 e 2004 | Variação demográfica do município entre 1991 e 2004 | Variação demográfica do município entre 1991 e 2004 |
| --------------------------------------------------- | --------------------------------------------------- | --------------------------------------------------- | --------------------------------------------------- |
| 1991                                                | 1996                                                | 2001                                                | 2004                                                |
| 282                                                 | 272                                                 | 267                                                 | 261                                                 |